# Die Killer-Brigade
Die Killer-Brigade (Originaltitel The Package) ist ein US-amerikanischer Thriller  mit Gene Hackman, Joanna Cassidy und Tommy Lee Jones. Die Regie führte Andrew Davis, das Drehbuch schrieb John Bishop. Die Killer-Brigade erlebte am 25. August 1989 in den USA seine Premiere und spielte in den nordamerikanischen Kinos rund 10,65 Millionen US-Dollar ein gegenüber Produktionskosten von rund 16 Millionen US-Dollar. In Deutschland kam der Film am 18. Januar 1990 in die Kinos und am 11. September 1990 folgte die Videopremiere.

## Handlung
Der Film beginnt mit Aufnahmen einer Wachablösung der Ehrenwache der Sowjetarmee vor dem Sowjetischen Ehrenmal im Tiergarten in West-Berlin.
Der erfahrene Master Sergeant Johnny Gallagher der US Army gehört 1988/89 zur Berlin Brigade und wird während eines Treffens zwischen US-amerikanischen und sowjetischen Militärs in einem Schloss in Berlin mit einem Trupp zur Sicherung des Geländes eingesetzt. Durch ein als Touristen verkleidetes Pärchen wird ein Anschlag auf ein US-Militärfahrzeug vorgenommen, bei dem drei Personen getötet werden. Gallaghers Trupp gerät daraufhin in ein Feuergefecht, in welchem ein weiterer US-Soldat ums Leben kommt. Zuvor hatte der Trupp die beiden Touristen kontrolliert, ohne ihre Rucksäcke zu durchsuchen, da die (falsche) Westberliner Polizei beide verhaftete. Gallagher berichtet Colonel Whitacre von dem Vorfall, der ihn für unzuverlässig hält und dabei auf sein Mitwirken beim Scheitern eines früheren Einsatz während der Operation Eagle Claw 1980 im Iran verweist. Colonel Whitacre soll während der Zeit als Nachrichtendienstler in Teheran stationiert gewesen sein. Gallagher wird zurück in die USA beordert und soll den wegen eines Disziplinarvergehens festgenommenen Sergeant „Walter Henke“ von der 82. US-Luftlandedivision auf den Flug begleiten und bewachen. Dieser ist also das Paket (The Package) während des Fluges von Berlin-Tempelhof über Frankfurt in die USA. Dort soll er dem Marshal der Militärpolizei in Fort Belvoir übergeben werden. „Henke“ erzählt während des Fluges dem patriotischen Gallagher über die Macht der militärisch-industriellen Komplexe der USA und der Sowjetunion.
Auf der Flughafentoilette in den USA wird Gallagher überfallen und der Gefangene durch Komplizen befreit. Gallagher besucht die Ehefrau von Walter Henke in Arlington und stellt fest, dass es sich beim Paket um eine andere Person handelt, als auf einem Familienfoto sichtbar ist. Danach wendet er sich an seine Ex-Ehefrau Lieutenant Colonel Eileen Gallagher. Eileen, die teilweise Zugang zu den militärischen Personalakten im Rechenzentrum hat, hilft zusammen mit Lieutenant Ruth Butler herauszufinden, dass der flüchtige Gefangene „Walter Henke“ eigentlich Thomas James Boyette heißt. Boyette ist ein hochdekorierter Soldat mit Erfahrung in Vietnam, Thailand und Guatemala und soll nach Angaben eines Berichts wegen eines Militärgerichtsverfahren als Special Forces Berater in El Salvador wegen einer Schlägerei und unerlaubter Abwesenheit (AWOL) vor 10 Jahren degradiert worden sein. Die Ehefrau des richtigen Walter Henke wird von zwei Männern ermordet. Sergeant Walter Henke wurde zwischenzeitlich nach seiner Verhaftung in Ost-Berlin im Geheimen durch Colonel Whitacre nach Chicago beordert, wo er unter einem Vorwand verdeckt sich einer Neonazi-Gruppierung anschließen soll, die der sowjetische Auslandsnachrichtendienst unterwandert hat. Henke wirkt naiv und führt seinen Auftrag wie befohlen aus. Unter anderem nimmt er an Anti-Kommunismus-Demonstrationen teil. Johnny Gallagher wird festgenommen und auf einem Stützpunkt unter Hausarrest gestellt. Ein Freund aus früherer Militärzeit hilft ihm bei der Flucht. Der Sergeant rettet im letzten Augenblick seine Ex-Frau, die ebenfalls getötet werden sollte. Lieutenant Ruth Butler, die weitere brisante Informationen über Boyette herausgefunden hat, wird absichtlich von vier Männern in einem Auto überfahren.
Die weitere Spur führt Gallagher nach Chicago. Dort tauchen Johnny und Eileen bei dem Detektiv Lieutenant Milan Delich unter, der einst gemeinsam mit Johnny im Vietnamkrieg diente. Gallagher findet heraus, dass Henke zusammen mit Karl Richards (Verbindungsmann zu den Verschwörern) sich der Neonazi-Bewegung in der St. Stefanski’s Bingo Hall in der Milwaukee Street befindet. Bei den weiteren Recherchen stellen sie fest, dass Boyette den US-Präsidenten und den sowjetischen Generalsekretär Gorbatschow bei einem Staatsbesuch in Chicago erschießen soll. Die beiden Staatschefs stehen kurz vor der Unterzeichnung eines entscheidenden Abrüstungsabkommens über Kernwaffen. Die Hardliner sowohl auf der US-amerikanischen als auch sowjetischen Seite sind dabei in das Komplott verstrickt. Bei einer Verfolgung eines der Verschwörer wird Delich angeschossen und Gallagher bleibt bei ihm. Daraufhin wird er von (falschen) Militärpolizisten gefangen genommen und in das Versteck der Verschwörer gebracht. Vor seiner geplanten Ermordung kann er sich aber befreien und flüchten. Zusammen mit dem zwischenzeitlich im Krankenhaus wiederhergestellten Delich findet er den richtigen Walter Henke erschossen in einem Büro auf. Dieser wurde so platziert, dass er als späterer Attentäter auf die Staatsführer entdeckt werden soll. Gallagher kann in letzter Minute das Attentat Boyettes auf Generalsekretär Gorbatschow verhindern. Colonel Whitacre wird später von einem Komplizen in einem Auto erschossen.

## Entstehung
Die Dreharbeiten begannen am 12. Dezember 1988. Die Dreharbeiten fanden in Berlin – nur die Eröffnungssequenz am Sowjetischen Ehrenmal im Tiergarten und am Brandenburger Tor sowie die Außenaufnahme der Flugsteighalle des Flughafens Berlin-Tempelhof – und im US-Bundesstaat Illinois statt. In Illinois wurde in Chicago, Dolton und Lake Forest und deren Umgebung gedreht. Das Lake Forest Academy diente als das Berliner Schloss und die Parkanlage in Willow Springs diente als das umliegende Waldstück des Berliner Schlosses. Die Cermak Road Bridge in Chicago fungierte als die berüchtigte Glienicker Brücke, auf der im Kalten Krieg Gefangene ausgetauscht wurden. Das Seniorenheim The Altenheim in Forest Park (7824 Madison St, Forest Park, Illinois) diente als das Hauptquartier der US-Amerikaner in West-Berlin. Die Szene im vermeintlichen Ost-Berlin wurde im Chicagoer Stadtteil Pullmann gedreht (655 E 112th St Cir). Weitere Schauplätze in Chicago waren das Field Museum of Natural History, das South Shore Cultural Center, die Union Station, der O’Hare International Airport, der Grant Park, sowie das Chicago Loop (Hochbahnstation der Chicago Elevated, Straßen und Gebäude).
Als technischer Berater zum Film fungierte der pensionierte US-Konteradmiral Eugene J. Carroll Jr. (1923–2003), ehemaliger stellvertretender Direktor des Center for Defense Information (CDI) und ein Befürworter der Abschaffung von Atomwaffen und der Reduzierung von Militärausgaben. Im Film kommen als Musiktitel I Don't Know von Richard Davis und das traditionelle Weihnachtslied God Rest You Merry, Gentlemen vor.

## Kritiken
Die Killer-Brigade erhielt ein eher gutes Presseecho, was sich auch in den Auswertungen US-amerikanischer Aggregatoren widerspiegelt. So erfasst Rotten Tomatoes mehrheitlich wohlwollende Besprechungen und ordnet den Film dementsprechend als „Frisch“ ein. Laut Metacritic fallen die Bewertungen im Mittel „Durchwachsen oder Durchschnittlich“ aus.
Roger Ebert schrieb in der Chicago Sun-Times vom 25. August 1989, dass der Film klüger als die meisten zeitgenössischen Thriller sei. Er lobte die Handlung und die Darstellung von Gene Hackman, der für seine Rolle jedoch etwas zu alt sei. Tommy Lee Jones spiele seine bedrohliche Figur mit Ironie.

## Belege und weiterführende Informationen
1. ↑   Freigabebescheinigung für Die Killer-Brigade. Freiwillige Selbstkontrolle der Filmwirtschaft, Oktober 2004 (PDF; Prüfnummer: 63 072 V/DVD).
2. 1 2 3  The Package (1989). In: American Film Institute Catalog. Abgerufen am 10. Dezember 2023 (englisch).
3. ↑  The Package (1989) – Box Office. In: boxofficemojo.com. Abgerufen am 15. Dezember 2018.
4. ↑  Die Killer-Brigade. In: Lexikon des internationalen Films. Filmdienst, abgerufen am 10. Dezember 2023.
5. 1 2  Die Killer-Brigade. In: Rotten Tomatoes. Fandango, abgerufen am 27. Dezember 2024 (englisch, aggregiert aus 19 Kritiken).
6. 1 2  Die Killer-Brigade. In: Metacritic. Abgerufen am 27. Dezember 2024 (englisch, aggregiert aus 18 Kritiken).
7. ↑  Linda Rasmussen: Die Killer-Brigade (Memento vom 23. April 2019 im Internet Archive) bei AllMovie (englisch)
8. ↑  Datenbankabfrage bei cinemascore.com
9. 1 2  Filmkritik von Roger Ebert

- Weitere Filmlinks:
- IMDb: Link |
- OFDb: Link |
- Schnittberichte: Link |
- Synchronkartei: Link |
- TMDb: Link |
- Letterboxd: Link |
- Moviepilot: Link |
- bearbeiten